# Mauro Guevgeozián
Mauro Guevgeozián Crespo (Montevideo, 10 maggio 1986) è un calciatore uruguaiano naturalizzato armeno, attaccante del Porongos.

## Carriera

### Club
Ha giocato nella massima serie uruguaiana, armena, cilena, paraguaiana, peruviana, colombiana ed argentina.

### Nazionale
Ha esordito con la nazionale armena il 27 maggio 2014 nell'amichevole Emirati Arabi Uniti-Armenia (3-4).

## Palmarès

### Club

#### Competizioni nazionali
- Segunda División Profesional de Uruguay: 1

Fénix: 2006-2007
- Supercoppa d'Armenia: 1

P'yownik: 2007
- Campionato armeno: 1

P'yownik: 2007